# Final Fantasy XIII-2
Final Fantasy XIII-2 (яп. ファイナルファンタジーXIII-2 Файнару Фантадзи: Сатин Цу:) — японская ролевая игра, разработанная и выпущенная компанией Square Enix при участии tri-Ace для консолей PlayStation 3 и Xbox 360, представляет собой сиквел тринадцатой номерной части серии Final Fantasy. Японская версия появилась в 2011 году, в 2012-м состоялся релиз для Северной Америки и Европы.
Сюжет продолжает историю Final Fantasy XIII, события сиквела разворачиваются в том же мире через три года после финала оригинальной игры. Молния, главная героиня первой части, пропала в неизведанном потустороннем мире, и её младшая сестра Сера вместе с молодым человеком по имени Ноэль отправляются на поиски.
Разработка Final Fantasy XIII-2 началась в апреле 2010 года и велась силами первого производственного отдела компании в течение восемнадцати месяцев, официальный анонс состоялся в январе 2011 года. При производстве авторы стремились исправить ошибки, допущенные в тринадцатой части, а также сделать сеттинг более мистическим и тёмным по сравнению с оригиналом. Игра удостоилась в основном положительных отзывов прессы, критики хвалили графику, отсутствие линейности, инновационный геймплей, но при этом отрицательно отзывались о сюжете. За первую неделю после релиза в Японии было продано 524 тысячи копий, а мировые продажи к марту 2012 года превысили миллионную отметку. В ноябре 2013 года выпущено продолжение под названием Lightning Returns: Final Fantasy XIII.

## Игровой процесс
Боевая система в целом осталась такой же, это по прежнему «Command Synergy Battle», где персонажи управляются посредством смены профессий-парадигм. Существенным отличием стало внедрение сюда элемента Quick Time Events, который в ходе некоторых сражений помогает наносить противникам гораздо больший урон, если своевременно нажаты соответствующие клавиши. В игре два постоянных боевых персонажа, а третий, являющийся обычным монстром, выбирается по желанию игрока. Встречающихся в ходе прохождения монстров можно присоединять к своему отряду с целью дальнейшего использования в боях. У монстра есть специальная шкала Feral Link, заполняющаяся во время сражения, и когда она доходит до конца, игрок получает возможность применить специальный удар, тоже завязанный на системе QTE. Также добавилась функция выбора сложности прямо во время битвы.
Монстры больше не блуждают по локациям, как это было в последних частях серии, отныне они генерируются случайным образом по аналогии с ранними играми Final Fantasy. Перед стартом каждого случайного сражения начинает действовать так называемая система Mog Clock, дающая отряду разнообразные бонусы и штрафы в зависимости от скорости вступления в бой. Общение с неигровыми персонажами осуществляется теперь с помощью системы Live Trigger, которая в отдельных случаях позволяет выбирать разные варианты ответов, тем самым направляя диалог в разные стороны. Благодаря такой возможности можно узнать от встреченных людей новую информацию, но на итоговую концовку это никак не влияет — концовки зависят от других вещей. Режиссёр Мотому Торияма отмечал в интервью, что развёрнутые диалоги привнесены сюда лишь затем, чтобы общение с NPC доставляло больше удовольствия, а не для разветвления истории.
Весь геймплей построен теперь на системе путешествий во времени Historia Crux, благодаря которой персонажи перемещаются в разные эпохи и обследуют одни и те же локации в разных временных обстоятельствах, как в прошлом, так и в будущем. Historia Crux создана под влиянием других известных японских ролевых игр с путешествиями во времени, Chrono Trigger и Radiant Historia.

## Сюжет
В этот раз история глубже затрагивает мифологию вселенной Fabula Nova Crystallis, фокусируя внимание на богине Этро. Миры Пульс и Кокон из оригинальной игры присутствуют и в продолжении, игрок имеет возможность посетить старые локации и взглянуть на них спустя много лет в разных временных периодах. Что необычно, в игре всего лишь два игровых персонажа: Сера Феррон, младшая сестра Молнии, и подросток Ноэль Крайсс, пришедший из далёкого будущего. В своём мире он был последним выжившим представителем человеческой цивилизации, теперь он путешествует во времени, пытаясь хоть как-то отвратить ужасную судьбу, надвигающийся на человечество апокалипсис. Сама Молния теперь служит рыцарем на защите богини Этро, противостоит загадочному антагонисту с пурпурными волосами Кайюсу Балладу, который тоже пришёл из будущего, причём когда-то был другом и наставником Ноэля. Некоторые персонажи из оригинальной тринадцатой части появляются здесь в виде NPC, перед игроком предстанут заметно повзрослевшие Сноу Виллерс и Хоуп Эстейм.
Предыдущая часть закончилась тем, что героини Фанг и Ваниль сформировали между Коконом и Пульсом кристальную колонну, удержав миры от столкновения. Остальные персонажи избавились от меток л’си и казалось бы, благополучно спаслись. Однако в этой игре выясняется, что победа над фал’си Орфаном имела побочный эффект, из-за которого Молния исчезла в потустороннем измерении под названием Валгалла. Люди считают Молнию погибшей или пожертвовавшей собой в ходе случившейся катастрофы, и только Сера не верит в смерть сестры. Через три года деревня беженцев на Пульсе подвергается нападению монстров, и появившийся из ниоткуда Ноэль спасает её и предлагает отправиться в путешествие через время и пространство на поиски Молнии, так как от этого зависит судьба всего человечества.

## Разработка
Слухи о создании сиквела начали ходить ещё в январе 2010 года, когда художественный руководитель Исаму Камикокурё сказал в интервью, что в ходе производства оригинальной тринадцатой части из неё по тем или иным причинам было вырезано довольно много контента, настолько много, что хватило бы на ещё одну игру. В марте намекнул на возможность продолжения продюсер Ёсинори Китасэ, а в декабре художник Тэцуя Номура опубликовал рисунок Молнии с подписью «Она не должна быть забыта». Официальный анонс состоялся на пресс-конференции в Токио 18 января 2011 года, пришедшим был показан видеоролик с Молнией в рыцарских доспехах, противостоящей таинственному человеку с пурпурными волосами. Костяк команды разработчиков остался прежним, единственное отличие заключается лишь в том, что некоторую работу взяла на себя студия tri-Ace, занимавшаяся дизайном, созданием некоторых концептуальных изображений и программированием.
2 июня на выставке Electronic Entertainment Expo появились первые геймплейные скриншоты, показывающие вернувшуюся Серу в новой одежде и нового персонажа по имени Ноэль. На следующий день портал GameSpot опубликовал эксклюзивный тизер, на котором представлены другие персонажи и показаны сцены сражения. Также на выставке можно было сыграть в две небольшие демоверсии: в первой игрок с Серой и Ноэлем в отряде сражался против гигантского босса Атласа, тогда как во второй под контролем находилась Молния, сражающаяся верхом на Одине против эйдолона Багамута. Следующий, гораздо более подробный трейлер появился в августе на мероприятии Penny Arcade Expo в Сиэтле, зрители увидели ещё больше геймплея и кат-сцены, намекающие на присутствие в игре Хоупа. Два трейлера были выпущены для выставки Tokyo Game Show, релиз в Японии, намеченный на 15 декабря, сопровождался масштабной рекламной кампанией, в раскрутке принимала участие известная японская певица Юко Осима из группы AKB48.

## Отзывы и критика
| Сводный рейтинг       | Сводный рейтинг              |
| Агрегатор             | Оценка                       |
| --------------------- | ---------------------------- |
| GameRankings          | 79,41 % (X360) 79,08 % (PS3) |
| Metacritic            | 79/100 (X360) 79/100 (PS3)   |
| Иноязычные издания    |                              |
| Издание               | Оценка                       |
| Edge                  | 5/10                         |
| Famitsu               | 40/40                        |
| GameSpot              | 7,5/10                       |
| GamesRadar+           | 9/10                         |
| GameTrailers          | 8,8/10                       |
| IGN                   | 8/10                         |
| OXM                   | 9/10 (англ.) 9,5/10 (ит.)    |
| Dengeki PlayStation   | S                            |
| Machinima             | 9/10                         |
| ScrewAttack           | 5,5/10                       |
| Русскоязычные издания |                              |
| Издание               | Оценка                       |
| «Игромания»           | 7,5/10                       |
| «Страна игр»          | 8,0/10                       |

В октябре 2011 года Final Fantasy XIII-2 выбилась в лидеры самых ожидаемых игр по версии японского журнала Famitsu, сменив на этой позиции выпущенный долгострой Final Fantasy Type-0. Главные японские журналы, освещающие игровую индустрию, Famitsu и Dengeki PlayStation, поставили игре максимальные возможные оценки, отметив исправление ошибок предыдущей части и появление новых интересных элементов. Тем не менее, отзывы западных обозревателей разделились, от крайне негативных до положительных. Official Xbox Magazine дал ей девять баллов из десяти, выразив мнение, что разработчики сделали огромный шаг вперёд по сравнению с предыдущим опытом, и теперь за судьбу серии можно не бояться. Game Informer остановился на восьми баллах, похвалив интерактивный геймплей, захватывающие сражения и другие нововведения, но отрицательно отозвался о сюжете. PlayStation: The Official Magazine тоже оценил игру восемью баллами, история, по их мнению, довольно трогательна и способна достучаться до сердца любого игрока, однако игровая механика не заслуживает похвалы, поскольку выглядит слегка искусственной.
Российская «Страна игр» удостоила игру сдержанного обзора, отметив, что Final Fantasy XIII-2 совершенно не соответствует вкусам старых поклонников серии и рассчитана в основном на аудиторию 15-20 лет. При этом обозреватель похвалил разветвлённую систему диалогов и положительно отозвался о графике: «Square Enix беззастенчиво пользуется тем, что никто другой не умеет сделать каждую деталь игры столько безудержно яркой, стильной, красивой». Рецензия в «Игромании» тоже не ставит игре высокие баллы, считая её близкой к «крепким середнячкам»: «За десять лет у новой команды, ответственной за Final Fantasy, всё ещё не получается удержать серию от падения в пропасть и вернуть ей былое величие. Теперь это просто хорошая игра. Одна из многих».
За первую неделю после релиза было продано 524 тысячи копий Final Fantasy XIII-2, это значительно меньше по сравнению с оригинальной частью, которая за тот же временной период имела продажи в 1,5 млн копий. К концу года было реализовано 697 тысяч экземпляров игры, что позволило ей занять пятое место в списке ведущих японских бестселлеров 2011 года.
Летом 2018 года, благодаря уязвимости в защите Steam Web API, стало известно, что точное количество пользователей сервиса Steam, которые играли в игру хотя бы один раз, составляет 244 770 человек.